# داني مولر (لاعب كرة قدم)
داني مولر (بالإنجليزية: Danny Mueller)‏ (5 أكتوبر 1966 بغلين كوف في الولايات المتحدة - ) هو لاعب كرة قدم أمريكي في مركز الوسط. شارك مع منتخب بورتوريكو لكرة القدم. أما مع النوادي، فقد لعب مع Staten Island Vipers ‏ وLong Island Rough Riders ‏.